# Abierto Mexicano de Tenis 2008 - Qualificazioni singolare maschile
Le qualificazioni del singolare maschile dell'Abierto Mexicano de Tenis 2008 sono state un torneo di tennis preliminare per accedere alla fase finale della manifestazione. I vincitori dell'ultimo turno sono entrati di diritto nel tabellone principale. In caso di ritiro di uno o più giocatori aventi diritto a questi sono subentrati i lucky loser, ossia i giocatori che hanno perso nell'ultimo turno ma che avevano una classifica più alta rispetto agli altri partecipanti che avevano comunque perso nel turno finale.
Le qualificazioni del torneo prevedevano 16 partecipanti di cui 4 sono entrati nel tabellone principale.

## Teste di serie
1. Ivo Minář (Qualificato)
2. Pablo Cuevas (Qualificato)
3. Nicolás Lapentti (Qualificato)
4. Olivier Patience (ultimo turno)

1. Nicolas Devilder (ultimo turno)
2. Máximo González (primo turno)
3. Marcel Granollers (Qualificato)
4. Éric Prodon (ultimo turno)

## Qualificati
1. Ivo Minář
2. Pablo Cuevas

1. Nicolás Lapentti
2. Marcel Granollers

## Tabellone

### Legenda
| - Q = Qualificato - WC = Wild card - LL = Lucky loser | - ALT = Alternate - SE = Special Exempt - PR = Protected Ranking | - w/o = Walkover - r = Ritirato - d = Squalificato |

### Sezione 1
|  | Primo turno | Primo turno     | Primo turno     | Primo turno | Primo turno |  |  | Ultimo turno | Ultimo turno  | Ultimo turno  | Ultimo turno | Ultimo turno |  |
|  |             |                 |                 |             |             |  |  |              |               |               |              |              |  |
|  | 1           | Ivo Minář       | Ivo Minář       | 6           | 6           |  |  |              |               |               |              |              |  |
|  |             | Daniel Köllerer | Daniel Köllerer | 4           | 3           |  |  | 1            | Ivo Minář     | Ivo Minář     | 7            | 6            |  |
|  |             | Pablo Andújar   | 5               | 6           | 6           |  |  |              | Pablo Andújar | Pablo Andújar | 5            | 3            |  |
|  | 6           | Máximo González | 7               | 3           | 1           |  |  |              |               |               |              |              |  |

### Sezione 2
|  | Primo turno | Primo turno        | Primo turno        | Primo turno | Primo turno |  |  | Ultimo turno | Ultimo turno     | Ultimo turno     | Ultimo turno | Ultimo turno |  |
|  |             |                    |                    |             |             |  |  |              |                  |                  |              |              |  |
|  | 2           | Pablo Cuevas       | Pablo Cuevas       | 6           | 6           |  |  |              |                  |                  |              |              |  |
|  |             | Alex Bogomolov Jr. | Alex Bogomolov Jr. | 4           | 1           |  |  | 2            | Pablo Cuevas     | Pablo Cuevas     | 6            | 6            |  |
|  | 5           | Nicolas Devilder   | Nicolas Devilder   | 6           | 7           |  |  | 5            | Nicolas Devilder | Nicolas Devilder | 3            | 4            |  |
|  |             | Oliver Marach      | Oliver Marach      | 2           | 5           |  |  |              |                  |                  |              |              |  |

### Sezione 3
|  | Primo turno | Primo turno           | Primo turno           | Primo turno | Primo turno |  |  | Ultimo turno | Ultimo turno     | Ultimo turno     | Ultimo turno | Ultimo turno |  |
|  |             |                       |                       |             |             |  |  |              |                  |                  |              |              |  |
|  | 3           | Nicolás Lapentti      | Nicolás Lapentti      | 6           | 6           |  |  |              |                  |                  |              |              |  |
|  |             | Santiago González     | Santiago González     | 3           | 4           |  |  | 3            | Nicolás Lapentti | Nicolás Lapentti | 7            | 6            |  |
|  | 8           | Éric Prodon           | Éric Prodon           | 6           | 6           |  |  | 8            | Éric Prodon      | Éric Prodon      | 5            | 3            |  |
|  |             | Eduardo Peralta-Tello | Eduardo Peralta-Tello | 3           | 1           |  |  |              |                  |                  |              |              |  |

### Sezione 4
|  | Primo turno | Primo turno                | Primo turno                | Primo turno | Primo turno |  |  | Ultimo turno | Ultimo turno      | Ultimo turno | Ultimo turno | Ultimo turno |  |
|  |             |                            |                            |             |             |  |  |              |                   |              |              |              |  |
|  | 4           | Olivier Patience           | Olivier Patience           | 6           | 6           |  |  |              |                   |              |              |              |  |
|  |             | Jose Gerardo Meza Paniagua | Jose Gerardo Meza Paniagua | 1           | 2           |  |  | 4            | Olivier Patience  | 7            | 2            | 3            |  |
|  | 7           | Marcel Granollers          | Marcel Granollers          | 6           | 6           |  |  | 7            | Marcel Granollers | 6            | 6            | 6            |  |
|  |             | Alberto Martín             | Alberto Martín             | 1           | 2           |  |  |              |                   |              |              |              |  |